# Carthara
Carthara is een geslacht van vlinders van de familie snuitmotten (Pyralidae), uit de onderfamilie Epipaschiinae.

## Soorten
- C. abrupta Zeller, 1881
- C. albicosta Walker, 1865